# This Is It (concerto de residência)
A This Is It (também conhecida como This Is It Tour) seria uma série de 50 concertos do cantor e compositor americano Michael Jackson, na The O2 Arena, em Londres, Reino Unido, que teria início em 13 de Julho de 2009, e tinha previsão de término para 6 de março de 2010 — mas que teve de ser cancelada pela morte do cantor em 25 de junho de 2009, 18 dias antes do primeiro show. Seria sua turnê final e as primeiras apresentações ao vivo do cantor desde 2001, ano de lançamento de seu último álbum em vida, Invincible. Originalmente seriam apenas 10 concertos, porém com a gigantesca expectativa dos fãs, e com os ingressos esgotando-se em tempo recorde, foram adicionados mais 40 shows para a turnê, resultando num total de 50.
A sem precedentes procura do público por ingressos dos shows, na época, incentivou a produtora da turnê, a AEG Live a planejar uma "turnê de despedida" em nível mundial de Jackson, com shows exatamente iguais aos de Londres. Posteriormente, os ensaios para os shows, realizados entre abril e junho de 2009 em Los Angeles, na Califórnia, no Staples Center, gravados inicialmente para o acervo pessoal do cantor, foram transformados no filme Michael Jackson's This Is It, idealizado por Kenny Ortega, amigo de Jackson e diretor da turnê, tendo sido lançado mundialmente em 28 de outubro de 2009, se tornardo o documentário/filme musical com maior bilheteria de todos os tempos.

## Anúncio
No dia 5 de março de 2009, Michael Jackson anunciou na cidade de Londres sua tão esperada volta aos palcos. Aproximadamente 7.000 fãs e 350 repórteres aguardavam ansiosamente pelo grande anúncio que o Rei do Pop faria aquela tarde, até que, com 2 horas de atraso, eis que Michael Jackson surge, em cima de um palco improvisado.
| “ | I just wanted to say that these will be my final show performances in London. When I say this is it, it really means this is it (Eu só queria dizer que essas serão minhas últimas apresentações em Londres. Quando eu digo que 'é isso aí', realmente quero dizer que 'é isso aí') | ” |

Até então seriam apenas 10 apresentações (em agosto de 2009 foi divulgado à imprensa o verdadeiro contrato que Michael assinou e nele consta que seriam realizados 31 shows), mas segundo a AEG Live, empresa que o contratou para as apresentações, a procura para esses shows foi tão grande que eles tiveram de abrir mais 20 datas em agosto e setembro de 2009 e mais 20 no começo de 2010, totalizando assim, 50 apresentações.

## Set-list
1. "Lightman" (Abertura do show) /  "Wanna Be Startin' Somethin'"
2. Jam (Com uma nova versão para a turnê)
3. "The Drill" (sequência de dança) + "They Don't Care About Us"
4. "Human Nature"
5. "Stranger In Moscow" (Revezaria com Human Nature)
6. "Smooth Criminal" (Incluindo vídeo introdução em 3D feito somente para os shows, incluindo a "participação" da famosa atriz Rita Hayworth, conhecida como "Gilda")
7. "The Way You Make Me Feel
8. Jackson 5 Medley I Want You Back (canção de The Jackson 5) / The Love You Save / I'll Be There
9. Off The Wall Medley Don't Stop 'Til You Get Enough / Rock With You
10. "I Just Can't Stop Loving You" (Dueto com backing vocal Judith Hill)
11. Shake Your Body (Interlúdio Instrumental)
12. Dangerous (Com uma nova versão para a turnê)
13. "Dirty Diana" (Com uma nova versão para a turnê)
14. "Beat It" (Com uma nova versão para a turnê, no final da performance iria ocorrer uma explosão e a jaqueta iria queimar de verdade, então seria feita uma jaqueta para cada show.)
15. "Thriller" (Com elementos de "Ghosts" e "Threatened" e video em 3D exclusivo para a turnê)
16. "Earth Song" (Video exclusivo feito em 3D. Contando com a participação de Jasmine Alveran, ele mostraria ela dormindo no coração da Amazônia e ao acordar vê tudo destruído, tenta salvar a última planta da Terra, sai do telão e vai ao palco com Michael. Segundo ele, não iria ter "final feliz" como aconteceu nos shows do "HIStory World Tour", ia deixar a floresta pegando fogo, mas todos ficariam com as mãos estendidas para que as pessoas se juntassem a eles para salvarem o Planeta Terra da destruição em massa)
17. "We Are The World" (Somente interpretada pelos backing vocals da turnê) / "Heal The World" (Também contando com a presença de Jasmine Alveran)
18. "Black Or White" (Com solos de guitarra no final)
19. You Are Not Alone
20. "Billie Jean" (Seria a melhor performance de todos os tempos dessa música.Michael usaria o traje fiel ao original, porém com luzes que acenderiam durante a performance.)
21. "Will You Be There" (Parte do final do show junto com Man In The Mirror).
22. "Man In The Mirror" / "MJ Air Exit" (Final do show. Um avião de tamanho e som real, apareceria no video em 3D, uma porta no telão se abriria, Michael e toda a sua banda entravam, e no final de tudo, o avião saíria passando por cima da platéia.)

## Datas canceladas
Abaixo, as datas das apresentações que seriam realizadas em Londres, entre julho de 2009 e março de 2010:
| Data            | Cidade  | País        | Local        |
| --------------- | ------- | ----------- | ------------ |
| 2009            |         |             |              |
| Julho           |         |             |              |
| 13 de julho     | Londres | Reino Unido | The O2 Arena |
| 16 de julho     | Londres | Reino Unido | The O2 Arena |
| 18 de julho     | Londres | Reino Unido | The O2 Arena |
| 22 de julho     | Londres | Reino Unido | The O2 Arena |
| 24 de julho     | Londres | Reino Unido | The O2 Arena |
| 26 de julho     | Londres | Reino Unido | The O2 Arena |
| 28 de julho     | Londres | Reino Unido | The O2 Arena |
| 30 de julho     | Londres | Reino Unido | The O2 Arena |
| Agosto          |         |             |              |
| 1º de agosto    | Londres | Reino Unido | The O2 Arena |
| 3 de agosto     | Londres | Reino Unido | The O2 Arena |
| 10 de agosto    | Londres | Reino Unido | The O2 Arena |
| 12 de agosto    | Londres | Reino Unido | The O2 Arena |
| 17 de agosto    | Londres | Reino Unido | The O2 Arena |
| 19 de agosto    | Londres | Reino Unido | The O2 Arena |
| 24 de agosto    | Londres | Reino Unido | The O2 Arena |
| 26 de agosto    | Londres | Reino Unido | The O2 Arena |
| 28 de agosto    | Londres | Reino Unido | The O2 Arena |
| 30 de agosto    | Londres | Reino Unido | The O2 Arena |
| Setembro        | Londres | Reino Unido | The O2 Arena |
| 1º de setembro  | Londres | Reino Unido | The O2 Arena |
| 3 de setembro   | Londres | Reino Unido | The O2 Arena |
| 6 de setembro   | Londres | Reino Unido | The O2 Arena |
| 8 de setembro   | Londres | Reino Unido | The O2 Arena |
| 10 de setembro  | Londres | Reino Unido | The O2 Arena |
| 21 de setembro  | Londres | Reino Unido | The O2 Arena |
| 23 de setembro  | Londres | Reino Unido | The O2 Arena |
| 27 de setembro  | Londres | Reino Unido | The O2 Arena |
| 29 de setembro  | Londres | Reino Unido | The O2 Arena |
| 2010            |         |             |              |
| Janeiro         |         |             |              |
| 7 de janeiro    | Londres | Reino Unido | The O2 Arena |
| 9 de janeiro    | Londres | Reino Unido | The O2 Arena |
| 12 de janeiro   | Londres | Reino Unido | The O2 Arena |
| 14 de janeiro   | Londres | Reino Unido | The O2 Arena |
| 16 de janeiro   | Londres | Reino Unido | The O2 Arena |
| 18 de janeiro   | Londres | Reino Unido | The O2 Arena |
| 23 de janeiro   | Londres | Reino Unido | The O2 Arena |
| 25 de janeiro   | Londres | Reino Unido | The O2 Arena |
| 27 de janeiro   | Londres | Reino Unido | The O2 Arena |
| 29 de janeiro   | Londres | Reino Unido | The O2 Arena |
| Fevereiro       |         |             |              |
| 1º de fevereiro | Londres | Reino Unido | The O2 Arena |
| 3 de fevereiro  | Londres | Reino Unido | The O2 Arena |
| 8 de fevereiro  | Londres | Reino Unido | The O2 Arena |
| 10 de fevereiro | Londres | Reino Unido | The O2 Arena |
| 12 de fevereiro | Londres | Reino Unido | The O2 Arena |
| 16 de fevereiro | Londres | Reino Unido | The O2 Arena |
| 18 de fevereiro | Londres | Reino Unido | The O2 Arena |
| 20 de fevereiro | Londres | Reino Unido | The O2 Arena |
| 22 de fevereiro | Londres | Reino Unido | The O2 Arena |
| 24 de fevereiro | Londres | Reino Unido | The O2 Arena |
| Março           | Londres | Reino Unido | The O2 Arena |
| 1º de março     | Londres | Reino Unido | The O2 Arena |
| 3 de março      | Londres | Reino Unido | The O2 Arena |
| 6 de março      | Londres | Reino Unido | The O2 Arena |

## Trilha sonora
A trilha sonora do filme foi lançada pela Sony no dia 26 de outubro.
Veja mais em:
- This Is It (filme de Michael Jackson)
- This Is It (álbum de Michael Jackson)